# Elecciones generales de Bermudas de 2020
Las elecciones generales de las Bermudas de 2020 se llevaron a cabo el 1 de octubre del mencionado año para elegir a los 36 miembros de la Cámara de la Asamblea.  El 21 de agosto de 2020, el primer ministro Edward David Burt anunció que el gobernador de Bermudas, John Rankin, aceptó su consejo de convocar elecciones anticipadas.

## Sistema electoral
Los 36 miembros de la Cámara de la Asamblea se eligen a partir de distritos electorales de un solo miembro mediante votación por mayoría simple.